# Guangxi
Guangxi (chinesisch 廣西 / 广西, Pinyin Guǎngxī; Zhuang Gvangjsih), früher auch Kwangsi nach Post bzw. Wade-Giles (Kuang3-hsi1), ist ein autonomes Gebiet im Süden der Volksrepublik China. Die vollständige amtliche Bezeichnung ist Autonomes Gebiet Guangxi der Zhuang (廣西壯族自治區 / 广西壮族自治区,  Guǎngxī Zhuàngzú Zìzhìqū, Zhuang-Sprache: Gvangjsih Bouxcuengh Swcigih).

## Namensgebung
Der Name ‚Guangxi‘ geht auf die Zeit der Yuan-Dynastie (1279 bis 1368) zurück, als aus der früheren Provinz Guangnan (廣南,  Guǎngnán) die neue westliche Provinz Guangxi (西,  Xī – „Westen“) und die östliche Provinz Guangdong (東,  Dōng – „Osten“) gebildet wurden.

## Geografie und Klima
Guangxi liegt im Süden Chinas und grenzt an den Golf von Tonkin des Südchinesischen Meers. Im Südwesten hat Guangxi eine 1020 Kilometer lange Landgrenze zu Vietnam, und im Westen, Norden und Osten grenzt es an die Provinzen Yunnan, Guizhou und Hunan sowie Guangdong. Neben etwa 237.600 Quadratkilometern Landfläche gehören formell auch 40.000 Quadratkilometer Meeresfläche zur Verwaltungsfläche Guangxis. Die Küstenlänge beträgt etwa 1595 Kilometer.

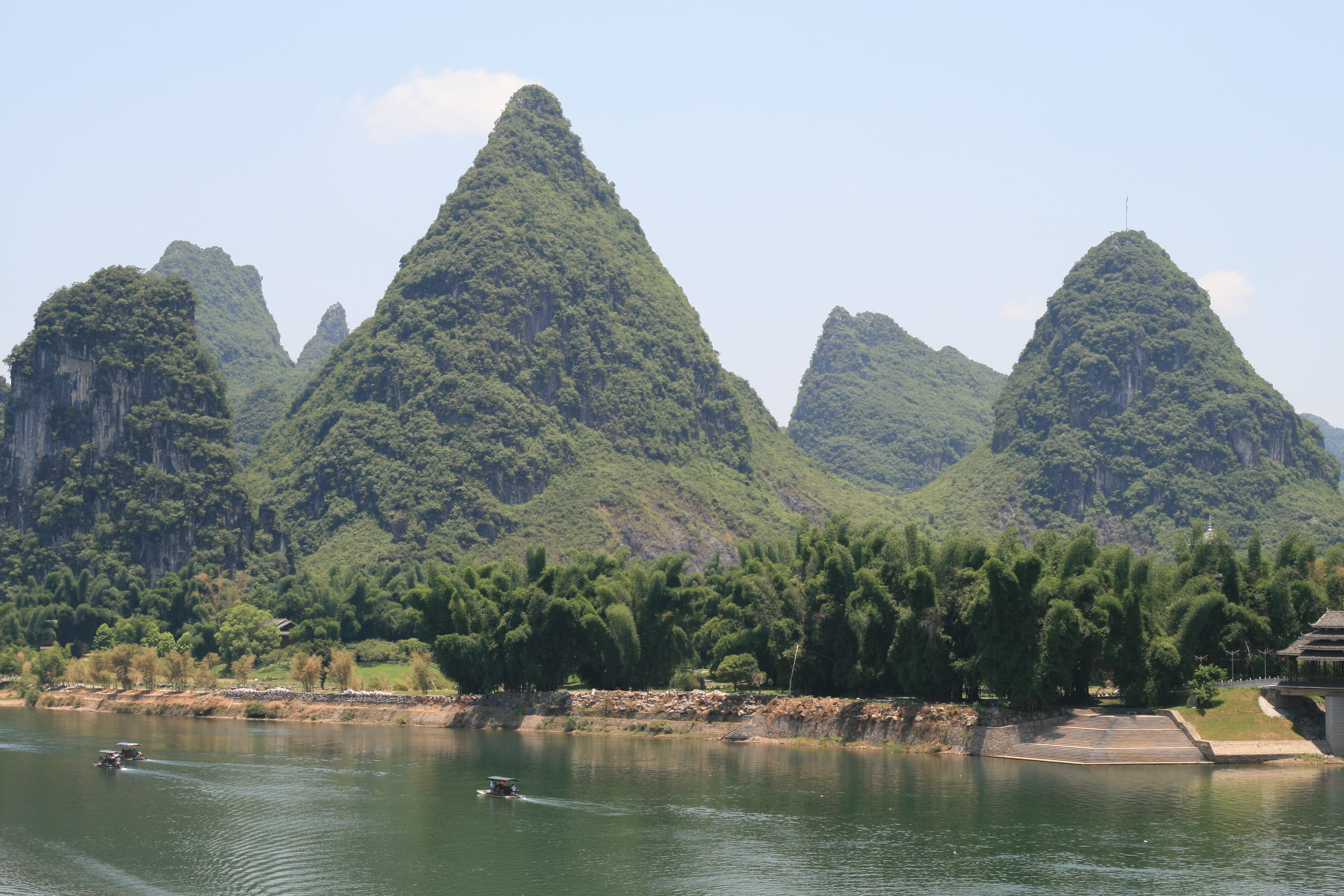
Kegelkarstlandschaft am Li-Fluss

Etwa 70 % der Landfläche Guangxis bestehen aus Berg- und Hügelland, 27 % werden von Ebenen und Hochebenen eingenommen und rund 3 % von Gewässern. Die höchste Erhebung bildet mit 2141 Metern der Berg Mao’ershan (猫儿山) an der Nordgrenze zu Hunan, der zugleich der höchste Berg Südchinas ist.
Topographisch bildet Guangxi eine Art Becken, dass sich nach Südosten hin senkt. Im Norden und Nordwesten geht das Terrain in das Yunnan-Guizhou-Plateau über. Die Berge und Gebirge im Nordosten sind Teil des Nanling-Gebirges, das bis 2000 Meter Höhe erreicht. In den nördlichen Bergregionen finden sich zahlreiche typische, zum Teil bizarr geformte Karstlandschaften, für die Guangxi berühmt ist, unter anderem die Karstlandschaften von Guilin, Libo und Huanjiang, die in das Weltnaturerbe der UNESCO aufgenommen wurden. Die Karstlandschaften im Westen, Südwesten und Nordosten Guangxis umfassen etwa 90.000 km².
Knapp 90 % der Fläche Guangxis gehören zum Einzugsgebiet des Westflusses, der in Guangxi Hongshui He und Xun Jiang heißt, samt dessen zum Teil schiffbaren Nebenflüssen Liu Jiang, Gui Jiang und Yu Jiang. Guangxi ist reich an Wasserressourcen. An der Grenze zu Vietnam liegen die bekannten Bản-Giốc-Detian-Wasserfälle.
Guangxi liegt an der Grenze zu den Tropen (der Wendekreis des Krebses verläuft mitten durch die Region) und das Klima ist dementsprechend je nach Höhenlage subtropisch bis tropisch und vom Monsun geprägt. Die Jahresmitteltemperatur liegt zwischen 17,6 und 23,8 °C, der mittlere Jahresniederschlag zwischen 724 und 2984 mm und die mittlere Sonnenscheindauer zwischen 1231 und 2209 Stunden.

## Geschichte
Im Jahr 1958 fanden Bauern im damaligen Kreis Liujiang einen prähistorischen Schädel, der lange Zeit als einer der ältesten Homo-sapiens-Funde in China galt („Liujiang-Mensch“). An der Dingsishan-Stätte im Stadtbezirk Yongning im Osten von Nanning wurden steinzeitliche Funde gemacht, die auf ein Alter von 6000–10.000 Jahren datiert wurden. Weitere Relikte der sogenannten Dingsishan-Kultur wurden an der Fundstätte Baozitou, ebenfalls in Nanning, gemacht.

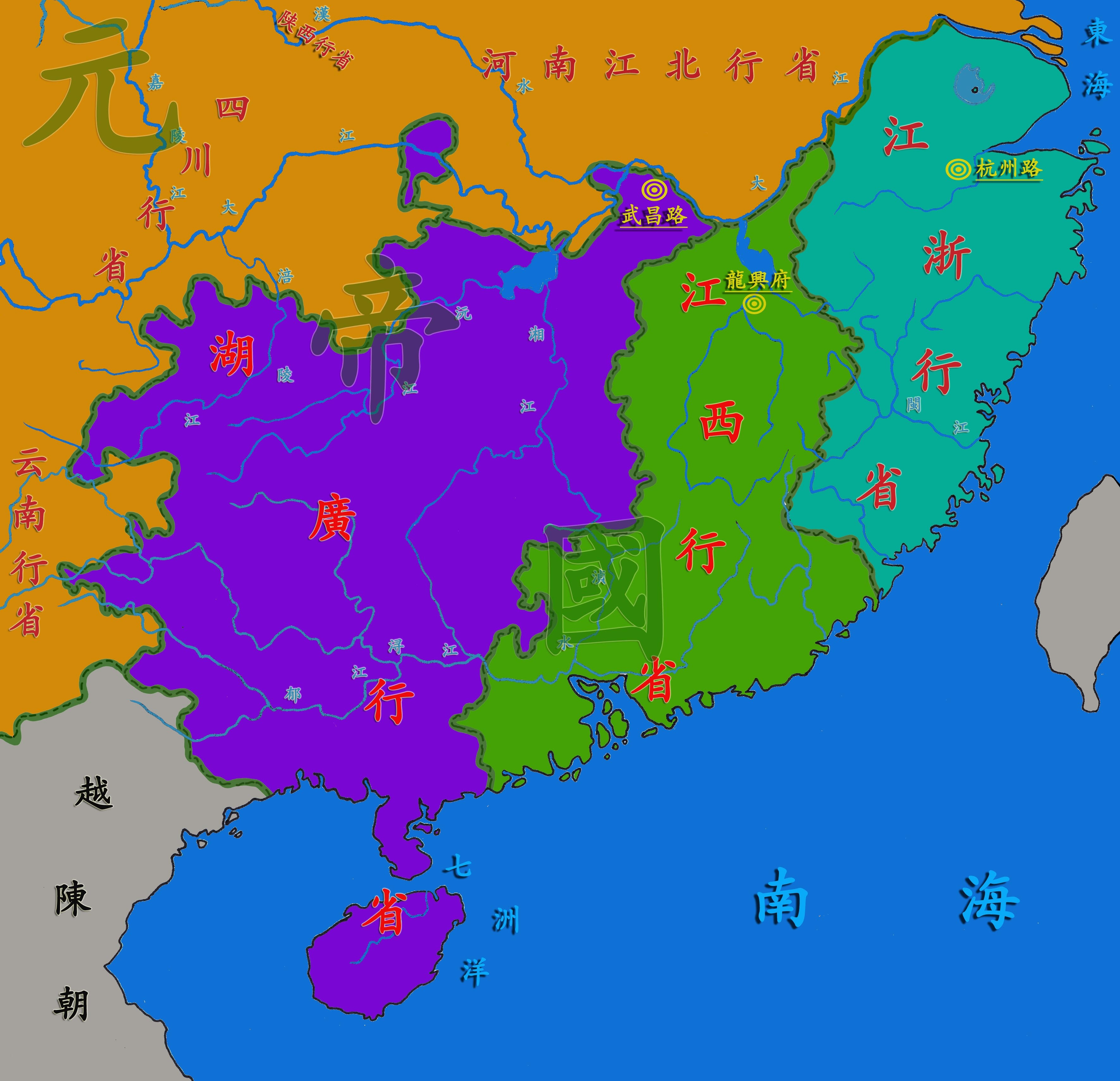
Provinzen in Südchina zur Zeit der Yuan-Dynastie:

Das Gebiet Guangxis war ursprünglich von nicht-chinesischen Stammesvölkern, den Nanman (南蠻,  Nánmán) oder „südlichen Barbaren“, besiedelt. Im Bereich Guangxis waren dies die Baiyue (百越 oder 百粵, Băiyuè), von denen angenommen wird, dass es sich um die Vorfahren der heutigen Zhuang handelt. Mit der erstmaligen Reichseinigung Chinas unter der Qin-Dynastie wurde Guangxi etwa im Jahr 214 v. Chr. Teil der chinesischen Geschichte. Gegen Ende der Qin-Dynastie etablierte sich in Südchina unter dem ehemaligen Qin-General Zhao Tuo das Nan-Yue-Königreich, das auch Guangxi umfasste. Zur Zeit der Westlichen Han-Dynastie (207 v. bis 9 n. Chr.) eroberte Kaiser Han Wudi das Nan-Yue-Reich und teilte es in die Provinzen Cangwu, Yulin und Hepu. Während der Östlichen Han-Dynastie (25–220) war der größte Teil Guangxis zusammen mit Guangdong und dem nördlichen Vietnam Teil der Provinz Jiaozhou mit Verwaltungszentrum Guangxin, dem heutigen Wuzhou. Während der frühen Song-Dynastie (960–1279) gehörte der größte Teil Guangxis zur Provinz Guangnan und während der anschließenden Yuan-Dynastie (1271–1368) zur Provinz Huguang. Die Provinz wurde in der Zhizheng-Periode im Jahr 1363 in einen westlichen und einen östlichen Teil geteilt. Aus dem westlichen Teil ging die spätere Provinz Guangxi hervor. Zur Zeit der Ming-Dynastie (1368–1644) war Guangxi eine der 13 Provinzen Chinas. Nach der Ablösung der Ming- durch die Qing-Dynastie (1644–1911) wurden die Küstenregionen Guangxis an Guangdong angegliedert, womit Guangxi zu einer reinen Binnenprovinz wurde. Unter der Qing-Herrschaft wurden die einheimischen Stammesfürsten durch Verleihung von Würdentiteln in das chinesische bürokratische Herrschaftssystem integriert, so dass die Stammesstrukturen allmählich verschwanden.
Im Jahr 1851 kam es in Guangxi zum Jintian-Aufstand, der sich zum Taiping-Aufstand ausweitete. 1883 war Guangxi Kriegsschauplatz im Chinesisch-Französischen Krieg, in dem die französischen Kolonialtruppen am Zhennan-Pass (鎮南關,  Zhènnán guān) eine Niederlage erlitten. Am Ende der Qing-Dynastie war die bäuerliche Wirtschaft Guangxis durch die (Bürger-)Kriegswirren verarmt und die soziale Ordnung in Auflösung begriffen. Die Xinhai-Revolution 1911, die zur Gründung der Republik China führte, brachte revolutionäre Aufstände in Liuzhou und Xunzhou und die Proklamation der Unabhängigkeit der Provinz mit sich. In der folgenden Zeit riss die Alte Guangxi-Clique unter dem Kriegsherrn Lu Rongting die lokale Herrschaft an sich. 1921 gelang es der Kuomintang-Regierung unter Sun Yat-sen in Guangdong, Lu Rongting abzusetzen und eine provisorische Provinzregierung in Guangxi einzusetzen. Diese Provinzregierung kollabierte aufgrund fehlender Machtbasis und 1925 etablierte sich in Guangxi die Neue Guangxi-Clique unter Li Zongren, die sich zunächst mit der Kuomintang (KMT) verbündete, aber später mit dieser überwarf. Erst die japanische Aggression im Mukden-Zwischenfall 1931 führte zur erneuten Einigung von KMT und Neuer Guangxi-Clique. Während des Japanisch-Chinesischen Krieges 1937 bis 1945 gab es zwei Invasionen Guangxis durch japanische Truppen – 1939 und 1944 bis 1945 –, die zu schweren Zerstörungen führten. Nach dem Ende des Krieges flammte der Bürgerkrieg wieder auf, den die Kommunisten für sich entscheiden konnten. Im November/Dezember 1949 wurde Guangxi von der Volksbefreiungsarmee erobert und am 11. Dezember 1949 hatte diese die vietnamesische Grenze am Zhennan-Pass erreicht.
Nach der Gründung der Volksrepublik China gehörte das heutige Küstengebiet Guangxis zunächst weiter zur Provinz Guangdong und wurde als Sonderbezirk Qinlian (钦廉专区) mit den vier Kreisen Hepu, Fangchenggang, Qin und Lingshan organisiert. Im Januar 1952 wurde Qinlian offiziell aus der Provinz Guangdong herausgelöst und an die Provinz Guangxi angegliedert. Damit erhielt Guangxi wieder einen Zugang zum Meer. Am 1. Juli 1955 wurde dies aus verschiedenen Gründen, wie der Stärkung der Küstenverteidigung und der einheitlichen Führung der Fischereiindustrie, wieder weitgehend rückgängig gemacht und die Küstenregion mit Qinxian, Hepu, Lingshan, Fangchenggang, Pubei und Beihai kam wieder zur Provinz Guangdong. Am 26. Juni 1965 wurde auf Beschluss des Staatsrats das etwa 20.000 km² große Küstengebiet erneut an Guangxi angegliedert, wo es bis zur Gegenwart verblieben ist.
Am 15. Juli 1957 verabschiedete der erste Nationale Volkskongress eine Resolution, in der die Umwandlung der Provinz Guangxi in eine autonome Region befürwortet wurde. Am 5. März 1958 genehmigte der Staatsrat die Einrichtung der autonomen Region Guangxi.
In Guangxi nahmen die Exzesse der von Mao Zedong inszenierten sogenannten Kulturrevolution ein besonders schreckliches Ausmaß an. Während der Kulturrevolution wurden im sogenannten Massaker von Guangxi geschätzt 100.000 bis 150.000 vermeintlichen „Klassenfeinde“ zum großen Teil in barbarischer Weise ermordet. Fanatisierte Rote Garden trieben ihren Hass so weit, dass sie die Angeklagten nicht nur töteten, sondern vereinzelt anschließend in atavistischer Weise auch kannibalistisch verspeisten – obwohl im Gegensatz zum vorangegangenen „Großen Sprung nach vorn“ keine Hungersnot herrschte. Im Kreis Wuxuan wurden beispielhaft nach späteren offiziellen Untersuchungen 76 Getötete teilweise oder vollständig verspeist. Inoffizielle Schätzungen gingen von einer deutlich höheren Zahl aus.

## Verwaltungsgliederung
Bei der Volkszählung 2020 war Guangxi in 14 bezirksfreie Städte eingeteilt. Auf Kreisebene gab es im selben Jahr 41 Stadtbezirke, 9 kreisfreie Städte, 49 Kreise und 12 autonome Kreise. Auf Gemeindeebene bestanden 133 Straßenviertel, 806 Großgemeinden, 253 Gemeinden und 59 Nationalitätengemeinden.
| Name                   | chin.    | Pinyin            | Zhuang             | Bevölkerung 2020 |
| ---------------------- | -------- | ----------------- | ------------------ | ---------------- |
| — Bezirksfreie Stadt — |          |                   |                    |                  |
| Bose                   | 百色市   | Bǎisè Shì         | Bwzswz Si          | 3.571.505        |
| Hechi                  | 河池市   | Héchí Shì         | Hozciz Si          | 3.417.945        |
| Liuzhou                | 柳州市   | Liǔzhōu Shì       | Liujcouh Si        | 4.157.934        |
| Guilin                 | 桂林市   | Guìlín Shì        | Gveilinz Si        | 4.931.137        |
| Hezhou                 | 贺州市   | Hèzhōu Shì        | Hocouh Si          | 2.007.858        |
| Chongzuo               | 崇左市   | Chóngzuǒ Shì      | Cungzcoj Si        | 2.088.692        |
| Nanning                | 南宁市   | Nánníng Shì       | Nanzningz Si       | 8.741.584        |
| Laibin                 | 来宾市   | Láibīn Shì        | Laizbinh Si        | 2.074.611        |
| Guigang                | 贵港市   | Guìgǎng Shì       | Gveigangj Si       | 4.316.262        |
| Wuzhou                 | 梧州市   | Wúzhōu Shì        | Vuzcouh Si         | 2.820.977        |
| Fangchenggang          | 防城港市 | Fángchénggǎng Shì | Fangzcwngzgangj Si | 1.046.068        |
| Qinzhou                | 钦州市   | Qīnzhōu Shì       | Ginhcouh Si        | 3.302.238        |
| Beihai                 | 北海市   | Běihǎi Shì        | Bwzhaij Si         | 1.853.227        |
| Yulin                  | 玉林市   | Yùlín Shì         | Yilinz Si          | 5.796.766        |

### Größte Städte
Die zehn größten Städte der Provinz mit Einwohnerzahlen der eigentlichen städtischen Siedlung auf dem Stand der Volkszählung 2020 sind die folgenden:
| Rang | Stadt   | Einwohnerzahl |
| ---- | ------- | ------------- |
| 1    | Nanning | 4.582.703     |
| 2    | Liuzhou | 2.204.841     |
| 3    | Guilin  | 1.361.244     |
| 4    | Guigang | 921.440       |
| 5    | Yulin   | 877.561       |
| 6    | Qinzhou | 771.052       |
| 7    | Wuzhou  | 665.910       |
| 8    | Guiping | 652.210       |
| 9    | Beihei  | 651.091       |
| 10   | Bobai   | 599.279       |

## Bevölkerung
| Volks- zählung | Einwohner- zahl |
| -------------- | --------------- |
| 1954           | 19.560.822      |
| 1964           | 20.845.017      |
| 1982           | 36.420.960      |
| 1990           | 42.245.765      |
| 2000           | 43.854.538      |
| 2010           | 46.023.761      |
| 2020           | 50.126.804      |

Die Volkszählung 2020 ergab 50.126.804 ständige Einwohner in Guangxi, was einem Anstieg von 4.100.175 Personen oder 8,91 % im Vergleich zur vorangegangenen Volkszählung 2010 entsprach. Das Bevölkerungswachstum lag damit deutlich über dem gesamtchinesischen Durchschnitt.
Guangxi ist ein von zahlreichen Ethnien bewohntes Gebiet und insbesondere das historische Siedlungsgebiet des Volkes der Zhuang. Des Weiteren leben dort  Yao, Miao, Dong, Mulam, Maonan, Hui, Gin, Yi, Sui und Gelao. Außerdem sind hier in geringerer Anzahl noch Mitglieder von 25 anderen nationalen Minderheiten vertreten. 31.318.824 Personen (62,48 %) gehörten 2020 zu den Han und 18.807.980 (37,52 %) waren Angehörige ethnischer Minderheiten. Die Zhuang bildeten darunter mit 15.721.956 Personen (31,36 %) die größte Gruppe. Im Vergleich zur Volkszählung 2010 nahm die Han-Bevölkerung um 2.402.728 Personen zu (+8,31 %), die Bevölkerung der verschiedenen ethnischen Minderheiten stieg um 1.697.447 Personen (+9,92 %), und die Zhuang-Bevölkerung um 1.273.534 Personen (+8,81 %).
27.170.956 Einwohner (54,20 %) lebten 2020 in städtischen und 22.955.848 (45,80 %) in ländlichen Gebieten. Im Vergleich zum Jahr 2010 nahm die städtische Bevölkerung um 8.752.281 Personen zu (+ 14,18 Prozentpunkte) und die ländliche Bevölkerung sank um 4.652.106 Personen.

## Wirtschaft

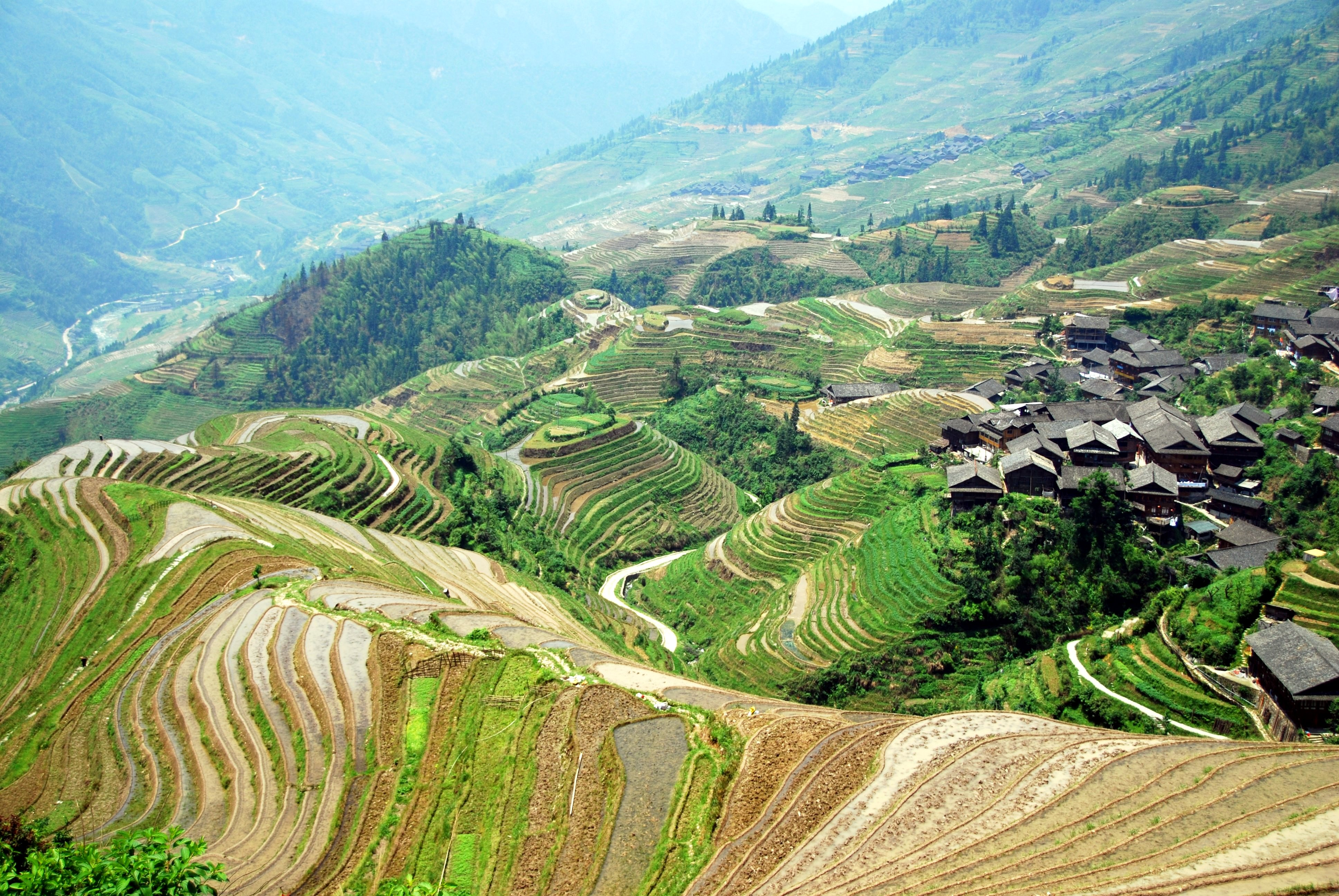
Reisterrassen in Longsheng.

Guangxi war traditionell von Landwirtschaft geprägt. Es werden zwei bis drei Ernten im Jahr eingebracht. Wichtigste Getreidesorte ist Nassreis. Daneben werden Mais, Süßkartoffeln, Weizen und Bohnen angebaut, außerdem Zuckerrohr, Erdnüsse, Tabak, Ramie, Jute und Raps.
Guangxi ist reich an mineralischen Bodenschätzen. Es finden sich Vorkommen von Aluminium, Zinn und anderen Nichteisenmetallen.
Erst in jüngerer Zeit setzte eine Industrialisierung ein. Dank der vielen Flüsse ist der wichtigste Zweig die Energiewirtschaft (Wasserkraft). An zweiter Stelle folgt die Verhüttung von Leichtmetallen (Aluminium) und Buntmetallen (Kupfer), die als natürliche Ressource vorkommen.
Seit den 1990er Jahren wird verstärkt in Tourismus investiert. Beliebtestes Reiseziel ist die Region Guilin mit dem Li Jiang (Li-Fluss) und der beeindruckenden Karstlandschaft.

## Umwelt
Der Süden Chinas wird immer wieder von Überschwemmungen heimgesucht. So starben hier im Juni 2007 Dutzende bei Überschwemmungen.

## Bildung
- Guangxi-Universität
- Elektrotechnische Universität Guilin

## Bildergalerie

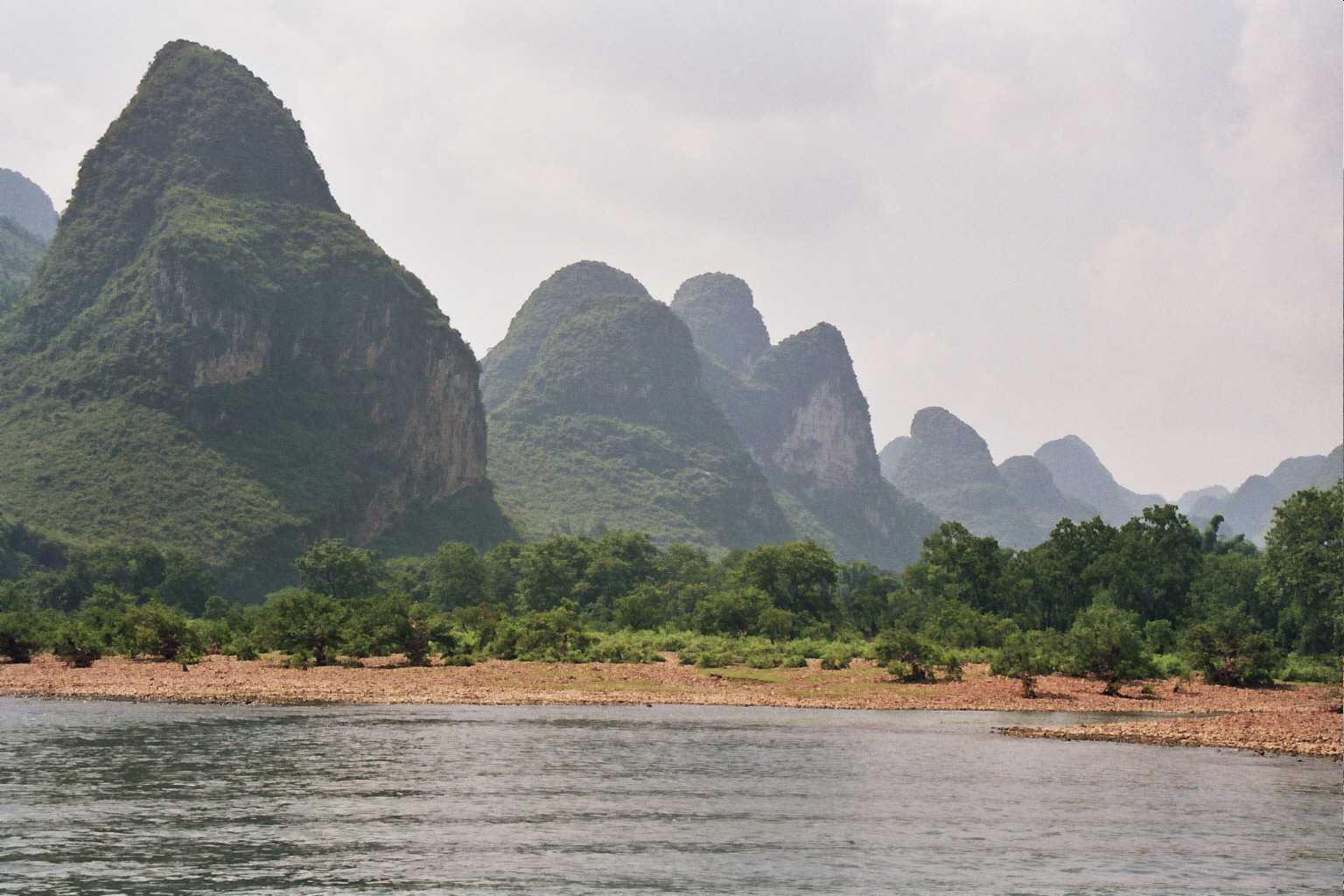
Karstberge am Li-Fluss
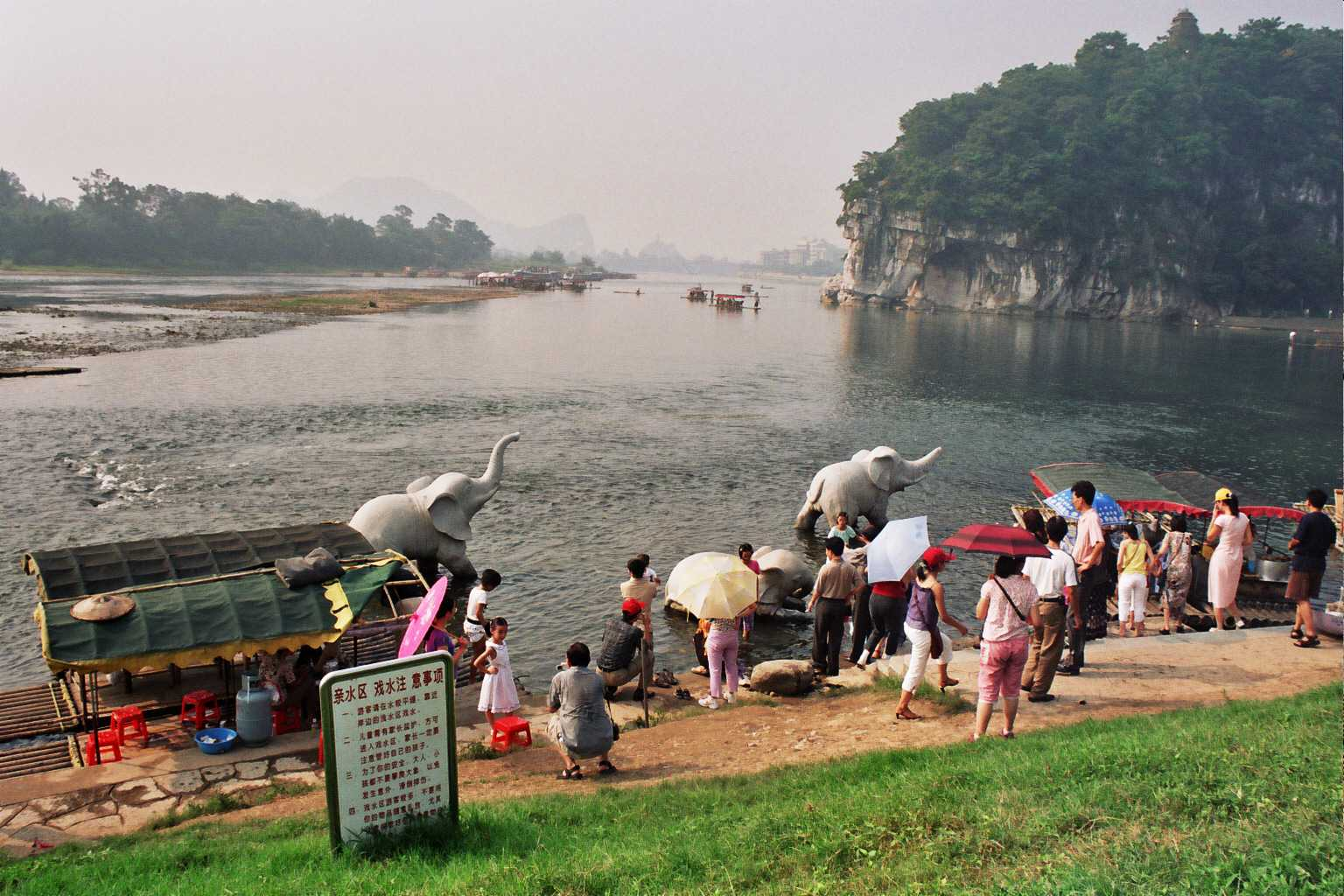
Elefantenrüsselberg am Li-Fluss
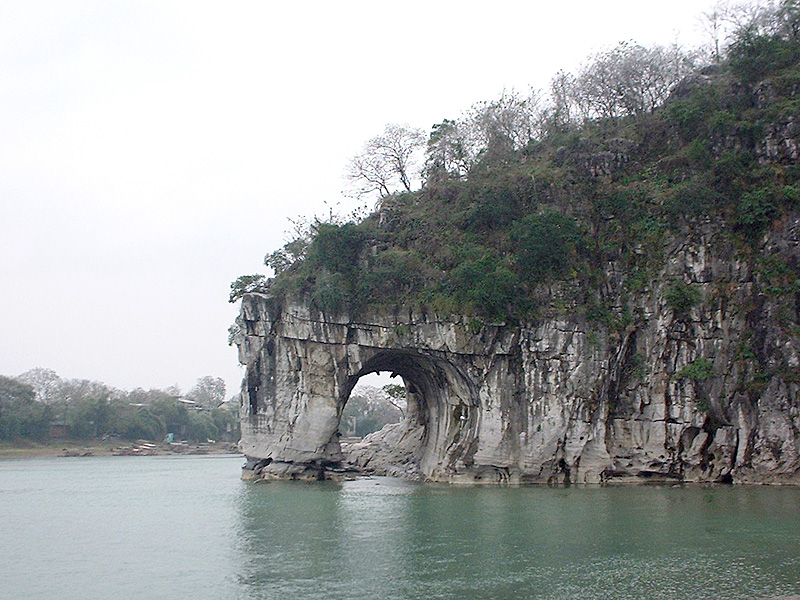
Elefantenrüsselberg in Guilin
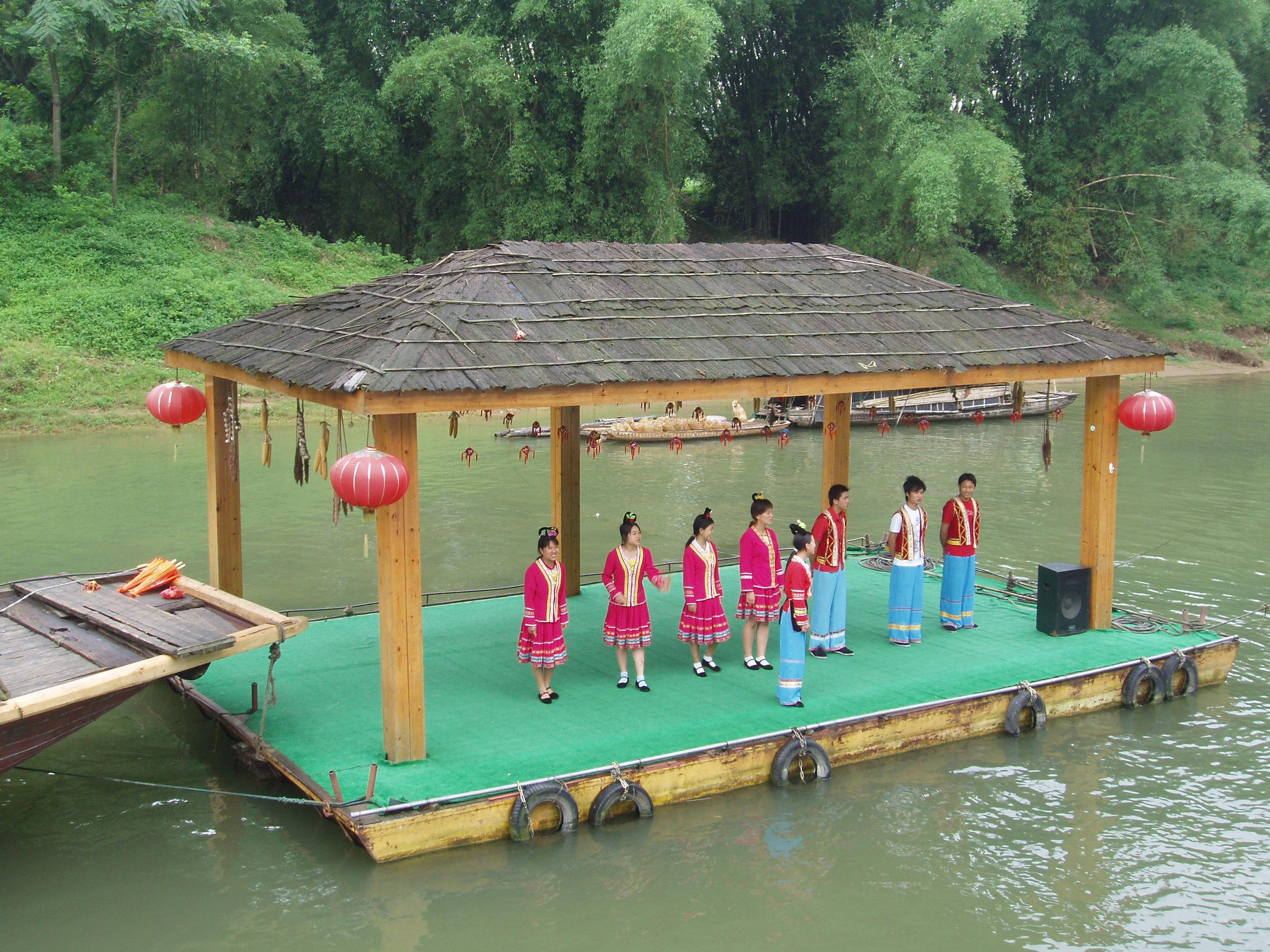
Zhuang-Minderheit